# Vinnerstads församling
Vinnerstads församling var en församling i Linköpings stift inom Svenska kyrkan i  Motala kommun i Östergötlands län. Församlingen uppgick 1967 i Motala församling.
Församlingskyrka är Vinnerstads kyrka. 

## Administrativ historik
Församlingen har medeltida ursprung. 
Församlingen var till 1 maj 1922 omväxlande moderförsamling i pastoratet Vinnerstad och Ask (1558–1578, 1601–1699) i pastoratet Vinnerstad och Motala (1579–1585, 1699– 1 maj 1876) och utgjorde ett eget pastorat (–1558, 1585–1601, 1 maj 1876-1922). Från 1 maj 1922 till 1962 var församlingen moderförsamling i pastoratet Vinnerstad och Västra Stenby. Från 1962 till 1967 annexförsamling i pastoratet Motala och Vinnerstad. Församlingen uppgick 1967 i Motala församling. Församlingen tillhörde fram till 1725 Aska och Dals kontrakt, mellan 1725 och 1962 Aska kontrakt, och från 1962 till 1967 då församlingen uppgick i Motala församling återigen Aska och Dals kontrakt.

## Kyrkoherdar
Lista över kyrkoherdar i Vinnerstads församling. Prästbostaden låg vid Vinnerstads kyrka. Tjänsten vakanssattes 8 december 1911.
| Verksam   | Namn                     | Levnadstid | Övrigt                                       |
| --------- | ------------------------ | ---------- | -------------------------------------------- |
| 1368      | Peter Sigmundsson        |            |                                              |
| 1393-1410 | Ragvaldus                |            | Curatus.                                     |
| 1479      | Petrus                   |            | Curatus.                                     |
| 1515-1522 | Laurentius Caroli        |            | Curatus.                                     |
| 1534      | Johannes                 |            | Curatus.                                     |
| 1544      | Jonas Benedicti Eld      | –1566      | Senare kyrkoherde i Vallerstads församling.  |
| 1550-1567 | Olavus                   | -1567      |                                              |
| 1568-1599 | Olaus Henrici            | -1599      |                                              |
| 1600-1617 | Laurentius Nicolai       | 1565-1617  |                                              |
| 1619-1637 | Andreas Olai             | -1637      |                                              |
| 1639–1652 | Suno Duræus              | 1595–1652  | Utnämnd till kyrkoherde i Kuddby församling. |
| 1653–1697 | Petrus Hulthenius        | 1617–1697  |                                              |
| 1699–1709 | Daniel Rydelius          | 1642–1709  |                                              |
| 1711–1729 | Martinus Brythzenius     | 1670-1738  | Avsatt 1729.                                 |
| 1734-1746 | Samuel Fröling           | 1687-1746  | Kontraktsprost.                              |
| 1748-1759 | Jonas Livin              | 1711-1759  |                                              |
| 1760-1789 | Peter Wilhelm Lithzenius | 1719-1789  | Prost.                                       |
| 1790-1814 | Johan Wilhelm Grevillius | 1758-1814  | Prost.                                       |
| 1815–1835 | Nils Lagergren           | 1773-1835  | Prost.                                       |
| 1837-1874 | Anders Holmgren          | 1784-1874  |                                              |
| 1875-1891 | Carl Oscar Dusén         | 1813-1891  | Kontraktsprost.                              |
| 1892-1909 | Oscar Kernell            | 1849-1909  |                                              |
| 1912-1922 | Thor Ljungqvist          | 1858-1934  | Vakanskyrkoherde.                            |
| 1922-1938 | Axel Grevelius           | 1870-1938  |                                              |
| 1939-1957 | Oskar Nygren             | 1888-1959  |                                              |
| 1957-1960 | Georg Coldemo            | 1904-1973  | Senare kyrkoherde i Landeryds församling.    |

## Klockare, organister och kantorer
| Ämbetstid | Namn                       | Levnadstid   | Kommentarer                           |
| --------- | -------------------------- | ------------ | ------------------------------------- |
| 1686–1716 | Jöns Andersson             | –1716        | Klockare                              |
| 1719–1765 | Nils Nilsson Ros           | 1684-ca 1768 | Klockare                              |
| 1765–1804 | Carl Hägerstrand           | 1741–1804    | Organist och klockare                 |
| 1804–1825 | Anders Söderstam           | 1771–1832    | Organist och klockare                 |
| 1825–1866 | Johan Eklund               | 1799–1873    | Organist och klockare                 |
| 1866–1886 | Gustaf Eklund              | 1837–1887    | Organist och skollärare               |
| 1887–1914 | Johan Olof Stefanus Norrby | 1861–1914    | Organist, klockare och folkskollärare |
| 1915–1951 | Erik Rylén                 | 1888–1960    | Organist, klockare och folkskollärare |
| 1951-1979 | Folke Gustafsson           | 1911-1991    | Kantor och folkskollärare             |